# Marcus Knuth
Johan Henrik Marcus greve Knuth-Knuthenborg (født 2. april 1976 i København) er en dansk politiker og greve, der har været medlem af Folketinget for Venstre for Sjællands Storkreds fra 2015 til 2019, hvor han skiftede til Det Konservative Folkeparti. Fra 2019 til valget i 2022 sad han ligeledes i Folketinget for De Konservative.

## Baggrund
Han er yngste søn af lensgreve Adam Wilhelm Knuth til Knuthenborg og Helle Stangerup, samt bror til Christoffer Knuth, lensgreve og ejer af Knuthenborg Safaripark.

### Uddannelse og karriere
Knuth er student fra Københavns Internationale Skole 1995 og er bachelor i økonomi fra University of Virginia 2002, MBA fra IESE Business School, University of Navarra 2007 og Master in Public Administration (Crown Prince Frederik Scholar) fra Harvard University i 2013.
Marcus Knuth arbejdede i årene 2002 til 2008 som økonom i New York og London, hvor han bl.a. var ansat i finansvirksomhederne Lehman Brothers og Cantor Fitzgerald. Fra 2009 til 2015 arbejdede han i Udenrigsministeriet, hvorigennem han var chef for EU's afghanske politimissions (EUPOL's) ambassadesamarbejde i Kabul indtil 2012 og senere seniorrådgiver vedrørende Syrien.
Fra 1995 til 1998 var han reserveofficer ved Gardehusarregimentet, og 2008-09 kaptajn i hæren ved patruljebaserne Armadillo og Sandford i Helmand-provinsen i Afghanistan.

### Udmærkelser
Han har modtaget Forsvarschefens påskønnelse for særlig indsats, den amerikanske Superior Civilian Service Medal og EUPOL's Silver Medal in Recognition of Outstanding Support.

## Politisk karriere
Knuth blev opstillet som folketingskandidat for Venstre i Vordingborgkredsen i 2012, og indvalgt i Folketinget i Sjællands Storkreds ved Folketingsvalget 2015 med 7.351 personlige stemmer. Knuth var udlændinge- og integrationsordfører for Venstre indtil 2018. Derefter har han været innovations-, uddannelses- og forsknings-, film- og medie- samt grønlandsordfører.
Knuth var opstillet for Venstre til Europa-Parlamentsvalget 2014, hvor han fik 5140 personlige stemmer.
Han blev indvalgt i Københavns Borgerrepræsentation ved Kommunalvalget 2017 med 1.637 personlige stemmer. Knuth udtrådte igen af Borgerrepræsentationen 17. september 2020 for at få bedre tid til arbejdet som folketingsmedlem.
Den 29. november 2019 meddelte han på Facebook, at han ville skifte fra Venstre til Konservative, bl.a. pga. utilfredshed med Venstres værdi- og udlændingepolitik under dets nye formand, Jakob Ellemann-Jensen.
Ved Europa-Parlamentsvalget 2024 var Knuth opstillet som nummer 2 på Konservatives liste. Han fik 26.063 personlige stemmer og blev 1.suppleant.

## Kontroverser

### Private donationer
I 2019 blev det offentligt kendt, at Knuth havde modtaget omkring 40.000 kr. til sin valgkamp ved folketingsvalget 2015 af erhvervsmanden Fritz Schur, uden at beløbet var indberettet til myndighederne. Ifølge partistøtteloven skal politikere offentliggøre identiteten på personer, der giver bidrag på mere end 20.000 kr., men pengene var blevet sendt fra to forskellige holdingselskaber, som Fritz Schur ejede, og blev ikke oplyst. Juraprofessorerne Morten Broberg og Jørn Vestergaard kaldte hemmeligholdelsen af støtten ulovlig, mens Økonomi- og Indenrigsministeriet mente, at den var indenfor reglerne. De fleste andre partier i Folketinget tog afstand fra metoden. Poul Lindholm Nielsen fra Dansk Folkeparti udtalte, at han mente, at metoden ikke var moralsk i orden. Dagbladet Børsen skrev i en leder, at "Ikke mindst Venstre-folk bør have Bertel Haarders generelle opsang i Berlingske i baghovedet: "Det er vigtigt for mig at sige til alle, der kalder sig selv for borgerlige, at det ikke er nok, at en handling er lovlig. Den skal også være ordentlig."

### Wikipedia-redigering
Få timer før, der blev udskrevet Folketingsvalg i 2019, blev dele af Marcus Knuths Wikipedia-side redigeret, nærmere bestemt det kritiske afsnit om, at Marcus Knuth skulle have omgået reglerne for private donationer i forbindelse med sin valgkamp i 2015. Det kom efterfølgende frem, at redigeringerne var foretaget af en bruger med IP-adresse på Christiansborg. Marcus Knuth afviste i første omgang kendskab til sagen, men udtalte efterfølgende til TV 2 "Jeg har gravet i det. Det viser sig at være en af mine nye medarbejdere, der i god vilje har ønsket at rette i Wikipedias artikel om mig. Idet personen prøver at redigere, kommer vedkommende til at slette det pågældende afsnit uden at vide det." Identiteten på den pågældende medarbejder kendes ikke, på trods af at især Den Korte Radioavis på Radio24syv har forsøgt at komme til bunds i sagen med ihærdige gentagene forsøg på at kontakte Marcus Knuth, samt Venstres pressetjeneste for at komme til at tale med medarbejderen.

## Udgivelser
I 2014 udgav han bogen Soldat og diplomat. I 2019 udgav han sammen med forfatteren Andreas Thorsen selvbiografien 'Ny mand på Borgen' med fokus på hans år i Folketinget.